# 알베르토 이글레시아스

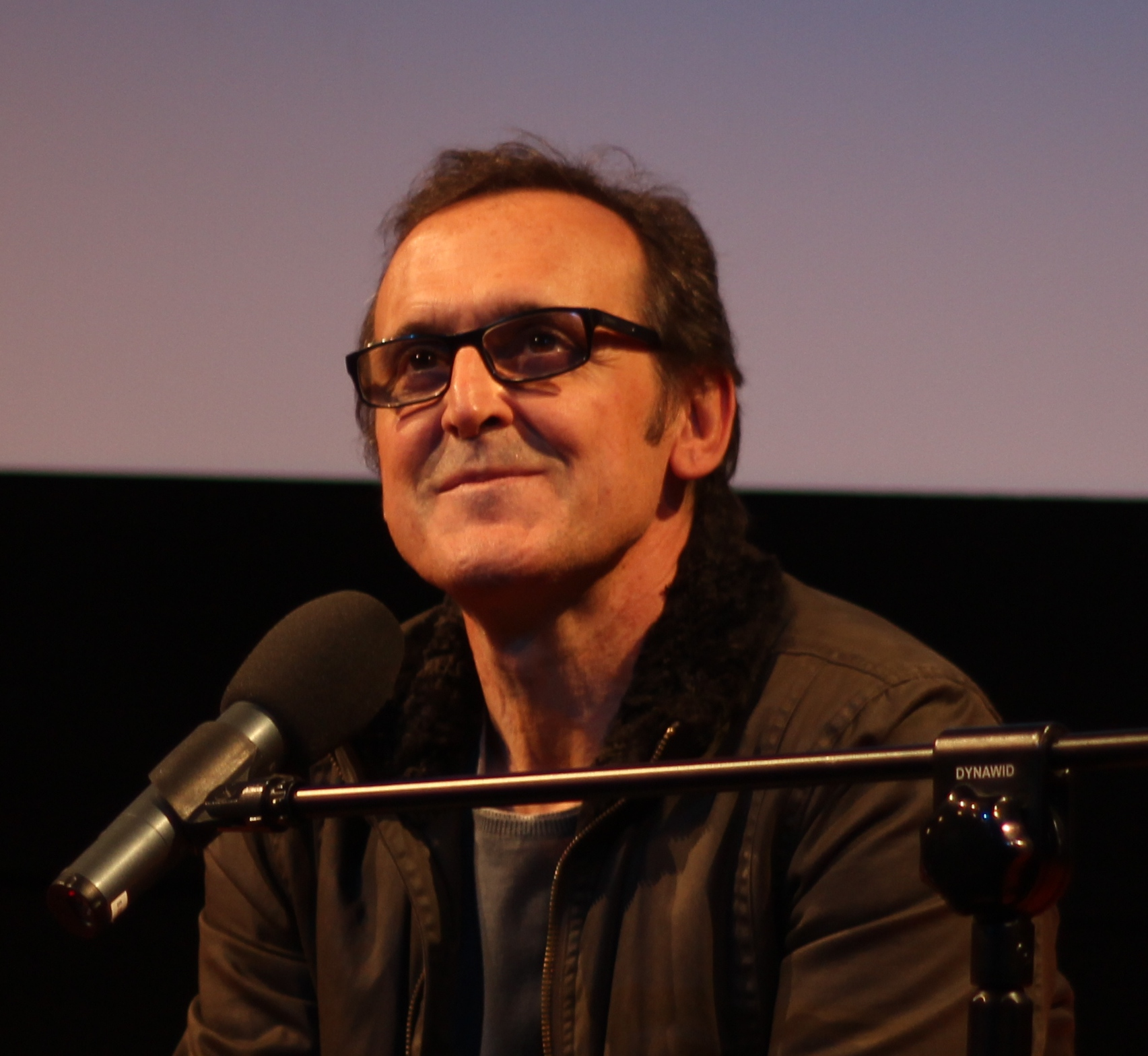
알베르토 이글레시아스

알베르토 이글레시아스(Alberto Iglesias, 1955년 ~ )는 스페인의 작곡가이다.